# 偏铌酸镉
偏铌酸镉是一种无机化合物，化学式为Cd(NbO3)2，是镉的铌酸盐之一。在275 nm紫外线的激发下，它可以发出蓝色荧光（λem＝460 nm）。

## 制备
偏铌酸镉的1.5水合物可由偏铌酸钾和硝酸镉在水中反应得到。乙酸镉和异丙醇铌(V)反应，得到CdNb2(OAc)2(OiPr)10，它水解可以生成偏铌酸镉。